# RB 라이프치히
라젠발스포르트 라이프치히(RasenBallsport Leipzig e. V.,)는 RB 라이프치히라고도 불리며, 2009년에 창단된 독일 작센주의 라이프치히를 연고로 하는 축구 클럽이다. 2009년 오스트리아의 음료회사인 레드불 유한회사에 의해 창단되었다. 독일 5부리그 오버리가에서 시작하여 8년 내에 1부 리그인 분데스리가로 진입하는 것을 목표로 삼았다. 2015-16 시즌 2부 리그인 2. 분데스리가에서 최초로 1부리그에 승격해 현재 1부 리그인 분데스리가에 속해있다.

## 역사

### 창단 이전
RB 라이프치히가 창단되기 전, 레드불 유한회사의 소유주인 디트리히 마테시츠는 독일 축구를 3년 반의 기간 동안 조사하고 있었다. 레드불의 독일 구단 창단을 위해 알아본 도시 중에는 동독 지역인 라이프치히 외에도 서독 지역의 함부르크, 뮌헨, 뒤셀도르프 등이 있었다. 디트리히 마테시츠의 오랜 친구이자 독일 축구의 전설인 프란츠 베켄바우어의 조언을 받아 연고지를 라이프치히로 결정했다. 2006년 레드불은 재정적인 어려움을 겪고 있던 FC 작센 라이프치히를 인수하기로 결정했다. 오버리가 2006 시즌을 진행하는 동안 레드불은 구단의 라이센스 작업을 완료하려 했으나 결국 무산되었다. 그 이유는 독일 축구 연맹(DFB)에서 구단명을 홍보 목적으로 쓸 수 없음과 기업이 구단 내에 과도한 영향력을 행사할 수 없음을 들었다. 이로 인해 레드불은 작센 라이프치히와는 결별을 선언하였다.
이후 레드불은 서독지역을 탐색하고 함부르크를 연고로 하는 FC 장크트파울리와 접촉했다. 그러나 장크트파울리의 서포터들은 과거 레드불이 SV 아우스트리아 잘츠부르크(현재의 FC 레드불 잘츠부르크)를 인수하는 것에 반대하는 시위를 벌인 경력이 있었다. 레드불이 장크트파울리에 대해 상업적 스폰서십 이상을 바란다는 것이 확실한 이상, 더이상의 진전이 어려웠음은 자명했다. TSV 1860 뮌헨과도 비공식적으로 접촉을 시도했으나 1860 뮌헨은 관심을 보이지 않았고, 제의는 철수되었다. 2007년 100년의 역사를 가진 포르투나 뒤셀도르프와 접촉하기 시작했다. 이는 공식적으로 이루어진 작업이었으며, 50%이상의 구단 지분을 인수할 것과 구단명을 레드불 뒤셀도르프로 변경할 것이 조건이었다. 이러한 것이 알려지자 곧바로 서포터들과의 충돌이 빚어졌다. 결과적으로 독일 축구 연맹(DFB)의 반대로 또다시 무산되었으며 이유는 작센 라히프치히 때와 같은 것이었다. 레드불은 재차 동독 지역의 구단을 알아보기 시작했다.
레드불은 동독 지역에 50만 인구를 가진 대도시인 라이프치히를 타겟으로 삼았다. 새로운 구단을 창설했을 때 가장 큰 잠재력을 지녔다고 판단했기 때문이다. 라이프치히는 독일 내에서 가장 오랜 축구 역사를 가진 도시이며, 독일 축구 대회의 첫번째 챔피언을 배출한 곳이었다. 동독 시절, 1. FC 로코모티프 라이프치히와 BSG 케미 라이프치히 두 구단이 있었고 이들은 국제적으로도 수준 높은 구단들이었다. 그러나 독일 통일 이후 동독 지역의 축구계는 몰락을 거듭했다. 분데스리가 1993-94 시즌 이후로 2015-16 시즌까지 분데스리가에서 활약한 동독 지역 축구단은 한 팀도 없었다. 1998년부터는 프로 대회에 참가하는 팀조차 존재하지 않았다.

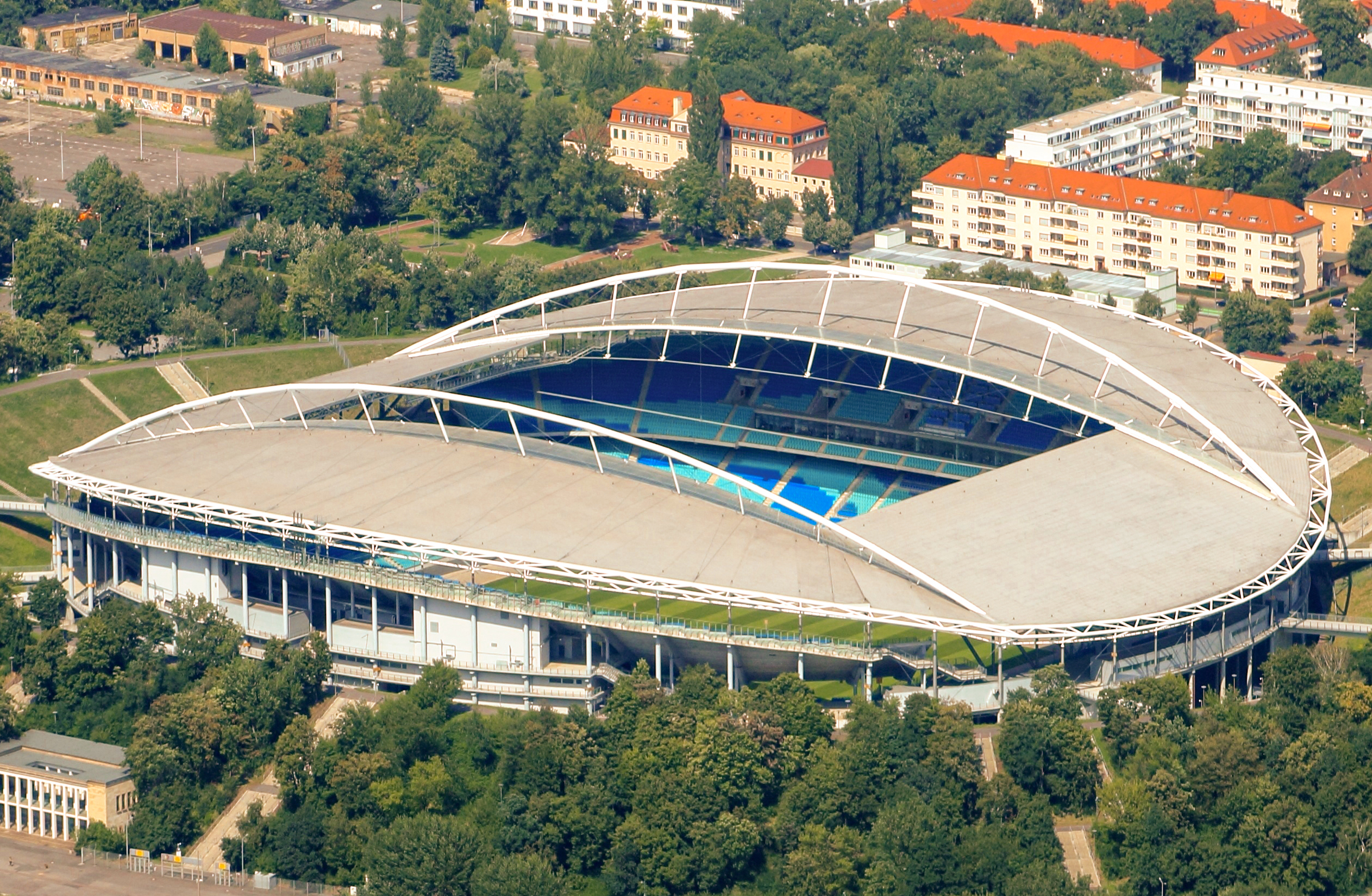
젠트랄슈타디온

레드불 입장에서 라이프치히는 아주 매력적인 조건을 가지고 있었다. 뛰어난 교통망과 큰 공항을 보유하고 있었고, 무엇보다 큰 규모의 경기장을 가지고 있는 도시였다. 라이프치히에 위치한 젠트랄슈타디온은 베를린의 올림피아슈타디온 다음으로 동독에서 두번째로 큰 경기장이었다. 두 번의 실패를 경험한 레드불은 기존에 있던 구단을 인수하는 방법을 철회하고 새로운 구단을 창설하기로 결정을 내렸다. 2009년 레드불은 새로운 구단을 창단하기 위해 작센주 축구 협회와 접촉을 하였다. 그러나 새로 창단 된 구단은 11부-12부 리그인 크라이스리가에서 시작해야 했다. 이를 피하기 위해서는 다른 구단이 새로운 구단에게 대회 참가 권리를 양도해야만 하는 상황이었다. 레드불은 라이프치히 서부지역 작은 마을을 연고로 하는 SSV 마르크란슈타트라는 작은 구단을 찾아냈다. 이 구단은 국제적인 기업과 협상을 하는 데에 적극적이었으며, 5주간의 협상을 걸쳐 35만 유로에 권리 양도가 이뤄졌다. SSV 마르크란슈타트와는 파트너쉽을 맺고 협력관계를 이어나갔다.

### 초창기
2009년 5월 19일 라젠발스포르트 라이프치히가 창단되었다. 이는 레드불 스포츠 계획의 다섯번째 축구단으로, FC 레드불 잘츠부르크, 뉴욕 레드불스, 레드불 브라질, 레드불 가나의 뒤를 이었다. RB 라이프치히의 일곱 명의 창립 회원들은 모두 레드불의 임원이었다. 스포츠 에이전시 출신 안드레아스 새들로가 초대 회장으로 추대되었고, 로트 바이스 알렌 감독 출신인 요아힘 크룩이 스포츠 디렉터로 선임되었다. 안드레아스 새들로는 독일 축구 연맹(DFB)의 제재를 피하기 위해 회장에 임하기 전 에이전트 직을 사임했다. DFB의 제재로 인해 구단명에 기업명인 레드불을 사용할 수 없었기에 RB 라이프치히라는 이름으로 출범하였다. RB는 라젠발스포르트의 약자이며, 그 뜻은 (Rasen:잔디 구장), (Ball:공), (Sport:스포츠)로 구성되어 있는 것이었다. 또한 RB는 레드불의 약자이기도 하기 때문에 최종적으로 RB 라이프치히라는 이름이 결정되었던 것이다.
독일 5부리그인 오버리가에 참여하기 위해 SSV 마르크란슈타트로부터 코칭스태프와 1군 선수들을 인수했다. 오버리가에 참여하기 위해 북동부 독일 축구 협회의 허가가 필요했는데, 조건은 연령별 유소년 축구팀을 4개 보유하고 운영하는 것이었다. 그러나 SSV 마르크란슈타트는 유소년 팀은 유지시키고 싶어했고, 레드불은 다시 FC 작센 라이프치히와 접촉을 시도했다. 작센 라이프치히의 재정상황은 더욱이 안좋아졌고, RB 라이프치히에 유소년 팀을 양도하는데 합의했다. 2009년 6월 13일 북동부 독일 축구 협회는 이 두 구단 간의 유소년 팀 양도에 허가를 내렸다. RB 라이프치히는 첫 시즌 오버리가에 참가하는 동안 SSV 마르크란슈타트의 홈구장으로 5,000명의 수용인원을 가진 슈타디온 암 바드를 사용했다.
RB 라이프치히는 창단하면서 8년 이내에 독일 최상위 리그인 푸스발-분데스리가에 진출할 것을 천명했다. 레드불 유한회사의 소유주인 디트리히 마테시츠는 RB 라이프치히가 독일의 챔피언을 노릴 것이라 이야기했다. 라이프치히의 구단이 마지막으로 독일의 챔피언이 되었던 것은 1903년이었다.

### 오버리가
2009년 7월 10일 독일 6~8부리그인 란데스리가의 SV 바네비츠와 친선경기를 가지며 역사적인 첫 경기를 치렀다. 경기는 마르크란슈타트의 슈타디온 암 바드에서 열렸으며, RB 라이프치히의 5 : 0 승리로 경기가 종료되었다. 2009년 7월 31일 첫 공식 대회에 출전했다. 작센 컵 1라운드에서 VfK 블라우바이스 라이프치히와 맞붙었고, RB 라이프치히는 또다시 5 : 0 승리를 장식했다. 2009년 8월 8일 FC 카를 차이스 예나와 역사적인 리그 첫 경기를 가졌다. 경기는 1 : 1 무승부로 마무리되었다. 오버리가 2009-10 시즌 절반이 지나 구단은 리그 1위를 수성했다. 2010년 1월 에네르기 콧부스로부터 미드필더 티모 로스트를 영입했다. 74득점 17실점과 단 2패만을 기록하며 정규 리그를 마무리지었고, 구단은 4부 리그인 레기오날리가 북동부로의 승격이 확정되었다.

### 레기오날리가
레기오날리가 2010-11 시즌이 시작되기 전, RB 라이프치히는 리저브 구단들을 SSV 마르크란슈타트에 돌려주었다. 대신에 ESV 델리슈츠를 인수하여 RB 라이프치히의 리저브 구단으로 두었다. 또한 슈타디온 암 바드를 떠나 젠트랄슈타디온으로 옮겼고, 경기장 명칭은 레드불 아레나로 변경되었다. 레드불 아레나에서의 첫 경기는 FC 샬케 04와의 친선 경기였으며, 21,566명의 관중이 운집했다. 2010년 8월 6일 튀르키옘스포르 베를린과리그 개막전을 가졌다. 레기오날리가에서의 첫 시즌은 4위로 마무리되었고, 승격에 실패했다. 그러나 2011년 6월 1일 작센 컵 결승에서 켐니츠 FC를 꺾고 우승을 차지했으며, 구단 역사상 첫 트로피를 거머쥐었다. 또한 DFB-포칼 2011-12에 참가할 수 있는 자격을 얻었다. 그러나 승격에 실패하면서 감독과 스태프들이 경질되었고, 선수단 대부분이 팀을 떠났다. 오버리가부터 함께한 선수는 단 세명만 남게 되었다.

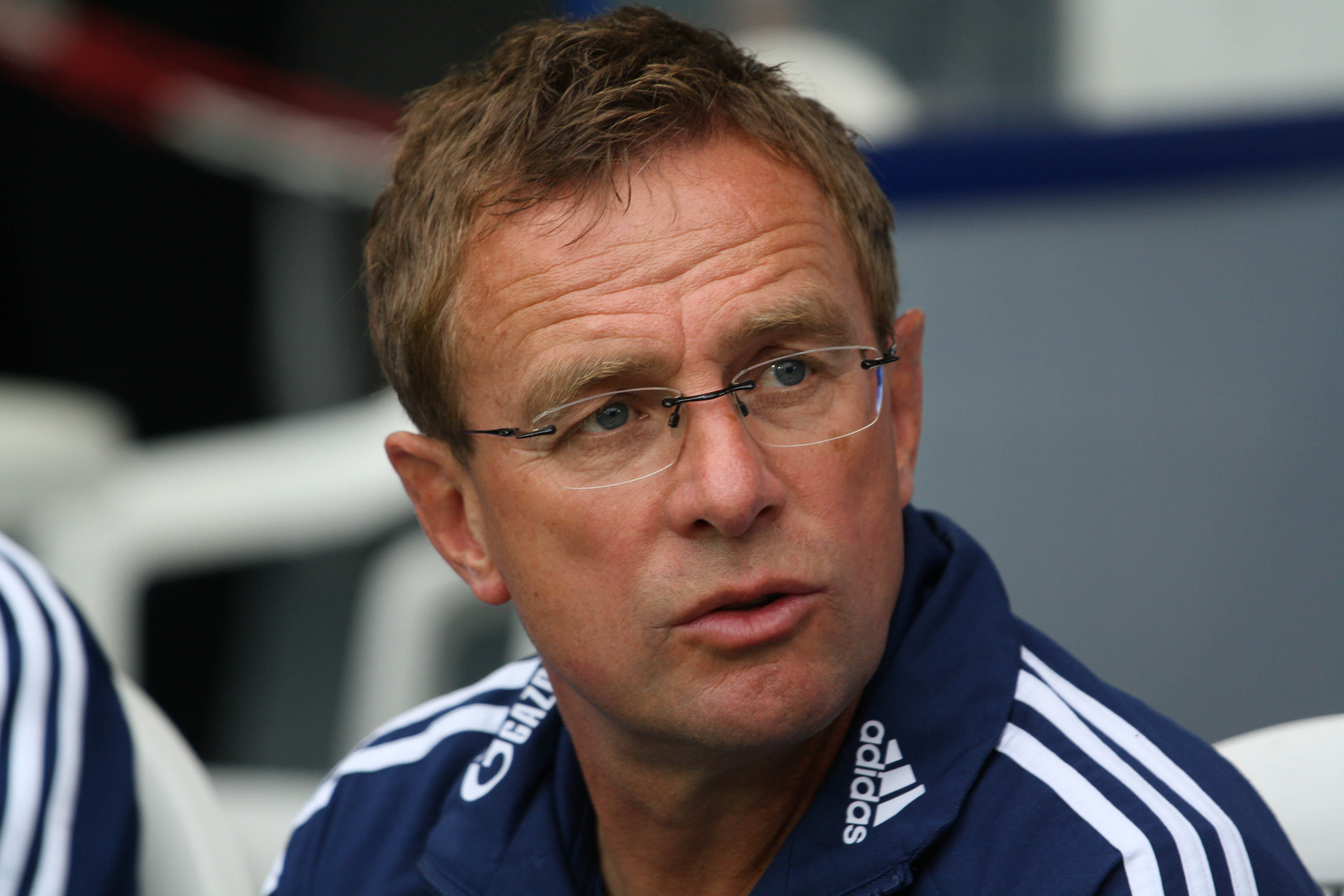
2011년의 랄프 랑니크, (샬케 04 감독 시절)

2011년 7월 29일 DFB-포칼 1라운드가 열렸고, 31,212명의 관중이 모였다. 상대는 VfL 볼프스부르크였으며, 다니엘 프란이 해트트릭을 기록하고 대활약을 하며 볼프스부르크를 3 : 2로 꺾고 다음 라운드에 진출하는 이변을 연출하였다. 2라운드에서 FC 아우크스부르크를 만나 패배하고 대회를 마감했다. 레기오날리가 2011-12 시즌 동안에는 8 : 2 대승을 거두며 구단 역사상 큰 점수차의 승리를 기록했다. 그러나 대회는 3위로 마무리 지으며 승격에 실패하였다.
레기오날리가 2012-13 시즌이 시작되기 전, RB 라이프치히는 FC 샬케 04로부터 데려온 랄프 랑니크를 스포츠 디렉터로 부임시켰다. 또한 알렉산더 조어닝거가 새로운 사령탑으로 부임했음을 발표했다. 새 감독 아래 성공적인 시즌을 보낸 RB 라이프치히는 레기오날리가 북동부 2012-13 시즌을 우승하며 독일 3부 리그 3. 리가로 승격이 확정되었다. 뿐만 아니라 작센 컵 결승전에 다시 진출하였고, 켐니츠 FC를 꺾고 두번째 트로피를 차지하였다.

### 3. 리가
3. 리가 2013-14 시즌을 대비하여 FSV 프랑크푸르트로부터 안토니 융을 영입, VfB 슈투트가르트의 유망주 요주아 키미히를 임대로 영입했고, 륑비 BK로부터 유수프 포울센을 영입했다. 시즌 막바지 SV 다름슈타트 98과 승격을 향한 치열한 경쟁을 이어나갔다. 35라운드에 다름슈타트와 맞대결이 펼쳐졌고, 레드불 아레나에 39,147명의 관중이 몰려들었다. 이 대결의 승자는 RB 라이프치히였으며, 이 1 : 0 승리로 인해 2위를 따냈고 이를 끝까지 지켜냈다. 2014년 5월 3일 1. FC 자르브뤼켄과의 경기에서 42,713명의 관중을 기록했고, 이는 구단 역사상 최다관중 기록을 갱신한 것이었다. DFB-포칼 2013-14에선 아우크스부르크를 만나 1라운드에서 탈락했다.

### 2. 분데스리가
독일 2부리그 2. 분데스리가로 들어서면서 구단은 DFB가 아닌 DFL의 관리 하에 놓여졌다. DFL은 RB 라이프치히가 레드불의 영향력을 너무 크게 받는다는 점을 지적하고, 구단 라이센스와 관련하여 세가지 새로운 조건을 요구했다. 첫번째는 레드불 회사의 로고와 거의 똑같은 구단 엠블럼을 변경하라는 것이었다. 두번째는 구단 조직상의 구조를 변경할 것이었다. 세번째는 구단 회원 가입금의 금액을 낮추라는 것이었다. 위 요구와 관련하여 구단의 스포츠 디렉터인 랄프 랑니크가 협상에 임했으나 결렬되었다. 이에 대해 레드불 유한회사의 소유주인 디트리히 마테시츠는 "해고를 요청하는 행위"라 비판했고, 독일의 법률잡지인 레갈 트리뷴 온라인에서도 법률적으로 의문이 간다고 평했다. DFL로부터 라이센스를 받지 못할 경우, 라이프치히 구단의 프로젝트는 마감될 위기에 쳐해져 있었다. 2014년 5월 28일을 기한으로 구단은 DFL과 계속해서 협상을 이어나갔다. 5월 15일 결국 RB 라이프치히는 엠블럼을 변경할 것과 구단은 레드불 유한회사로부터 완전히 독립적임을 확인하며 라이센스를 획득하는 데에 성공했다. 구단은 2. 분데스리가 2014-15 시즌을 대비하여 여름이적시장에서 1,200만 유로를 쏟아부었다. 이 금액은 독일 1부와 2부리그를 합하여 여덟번째로 많은 금액을 쓴 액수였다. 그러나 시즌은 실망스럽게 시작했고, 중반 무렵에는 8위를 기록하고 있었다. 이에 구단은 겨울 이적시장에서 1,000만 유로를 추가로 투입했고, 이는 2. 분데스리가에서 쓰인 가장 큰 이적료 합계였다. 그럼에도 불구하고 구단은 승격에 실패했고, 알렉산더 조어닝거 감독은 책임을 지고 자발적으로 사퇴했다. 스포츠 디렉터인 랄프 랑니크는 새로운 사령탑 후보로 1. FSV 마인츠 05의 토마스 투헬과 바이어 04 레버쿠젠의 사샤 레반도프스키를 두고 그들에게 접촉했으나 모두 실패했다. 결국 새로운 사령탑으로는 랄프 랑니크가 스스로 맡게 되었다.
2. 분데스리가 2015-16 시즌을 앞두고 SV 베르더 브레멘으로부터 다비 젤케를 영입하는 데 성공했다. 또한 오스트리아 축구 국가대표팀의 스테판 일장커를 영입하며 구단을 강화하는 데 집중했다. 여름 이적시장에 1,860만 유로를 쏟아부었으며, 이는 2. 분데스리가의 다른 모든 구단들이 사용한 이적료 총계보다 더 큰 액수였다. 15-16 시즌은 성공적인 흐름을 타고 있었고, 시즌 중반 무렵에는 상위권에 위치하고 있었다. 따라서 구단은 겨울 이적시장에서는 특별한 움직임을 가지지 않았다. RB 라이프치히는 1. FC 뉘른베르크와 승격 경쟁을 하고 있었다. 2016년 5월 8일 칼스루헤 SC를 2 : 1로 꺾으며 푸스발-분데스리가로의 승격을 확정지었다. 독일 최상위 리그로의 승격이 확정된 이후 2016년 5월 16일 라이프치히의 광장에 모여 2만 여명의 팬들과 같이 축하연을 열었다. 랄프 랑니크는 스포츠 디렉터라는 본업에 집중하기 위해 감독직을 사임했고 새로운 사령탑을 알아보기 시작했다. 그 결과 FC 잉골슈타트 04의 감독이었던 랄프 하젠휘틀이 새로운 사령탑으로 부임했다.

### 분데스리가
RB 라이프치히는 개막전 이후 13라운드 동안 무패행진을 달리며, 분데스리가 역사상 가장 오랫동안 무패를 기록한 승격팀이라는 기록을 세웠다. 11라운드에는 분데스리가 1위를 차지하며, 1991년 8월 31일 한자 로스토크가 1위를 차지한 이후 처음으로 신연방주 (구 동독 지역) 연고 구단이 1위를 차지한 기록이 세워졌다.

## 선수

### 현재 선수 명단
2024년 9월 2일 기준
참고: FIFA 자격 규정에 따라 소속된 국가대표팀 국기를 표시합니다. 선수는 복수의 FIFA 비회원국 국적을 가지고 있을 수 있습니다.
| 번호 | 포지션 | 국적         | 이름                                 |
| ---- | ------ | ------------ | ------------------------------------ |
| 1    | GK     |              | 굴라치 페테르                        |
| 3    | DF     |              | 뤼츠하럴 헤이르트라위다              |
| 4    | DF     |              | 빌리 오르반 (주장)                   |
| 5    | DF     |              | 엘 사데유 비취아뷔                   |
| 6    | MF     | 북마케도니아 | 엘리프 엘마스                        |
| 7    | MF     |              | 안토니오 누사                        |
| 8    | MF     | 말리         | 아마두 하이다라                      |
| 9    | FW     |              | 유수프 포울센                        |
| 10   | FW     |              | 사비 시몬스 (파리 생제르맹에서 임대) |
| 11   | FW     |              | 로이스 오펜다                        |
| 12   | DF     |              | 아니발 파타옌                        |
| 13   | MF     |              | 니콜라스 자이발트                    |
| 14   | MF     |              | 크리스토프 바움가르트너              |

| 번호 | 포지션 | 국적       | 이름                                             |
| ---- | ------ | ---------- | ------------------------------------------------ |
| 16   | DF     |            | 루카스 클로스테르만                              |
| 18   | MF     |            | 아르투르 베르미렌 (아틀레티코 마드리드에서 임대) |
| 19   | FW     | 포르투갈   | 안드레 실바                                      |
| 20   | MF     |            | 아산 우웨드하우구                                |
| 22   | DF     |            | 다비드 라움                                      |
| 23   | DF     |            | 카스텔로 뤼케바                                  |
| 24   | MF     |            | 크사버 슐라거                                    |
| 25   | GK     |            | 레오폴트 징게를레                                |
| 26   | GK     |            | 마르턴 판더보르트                                |
| 39   | DF     |            | 베냐민 헨릭스                                    |
| 44   | MF     | 슬로베니아 | 케빈 캄플 (부주장)                               |

### 임대 선수 명단
참고: FIFA 자격 규정에 따라 소속된 국가대표팀 국기를 표시합니다. 선수는 복수의 FIFA 비회원국 국적을 가지고 있을 수 있습니다.
| 번호 | 포지션 | 국적 | 이름                                         |
| ---- | ------ | ---- | -------------------------------------------- |
| —    | GK     |      | 야니스 블라스비히 (레드불 잘츠부르크로 임대) |
| —    | DF     |      | 프레데리크 야켈 (SV 엘페르스베르크로 임대)   |
| —    | DF     |      | 팀 쾰러 (SC 페를로 임대)                     |

| 번호 | 포지션 | 국적 | 이름                                       |
| ---- | ------ | ---- | ------------------------------------------ |
| —    | MF     | 기니 | 일라시 모리바 (셀타 비고로 임대)           |
| —    | FW     |      | 야니크 에두아르도 (더 흐라프스합으로 임대) |
| —    | FW     |      | 티모 베르너 (토트넘 홋스퍼로 임대)         |

## 역대 감독
| 감독              | 임기        |
| ----------------- | ----------- |
| 랄프 랑니크       | 2015 ~ 2016 |
| 랄프 랑니크       | 2018 ~ 2019 |
| 율리안 나겔스만   | 2019 ~ 2021 |
| 도메니코 테데스코 | 2021 ~ 2022 |

## 성적

### 국내
리그
- 분데스리가
  - 준우승: 2016-17, 2020–21
- 2. 분데스리가
  - 준우승: 2015–16
- 3. 리가
  - 준우승: 2013–14
- 레기오날리가 노르도스트
  - 우승: 2012–13
- NOFV-오버리가 쥐트
  - 우승: 2009–10

컵
- DFB-포칼
  - 우승: 2021–22, 2022-23
  - 준우승: 2018–19, 2020–21
- DFL-슈퍼컵
  - 우승: 2023
- 작센컵
  - 우승: 2010–11, 2012–13

### 유럽
UEFA 챔피언스리그
- 4강: 2019–20

UEFA 유로파리그
- 4강: 2021–22

## 같이 보기
- FC 레드불 잘츠부르크
- 뉴욕 레드불스
- 레드불 브라질